# Ивантер, Алексей Ильич
Алексей Ильич Ива́нтер (род. 14 мая 1961) — поэт, журналист, редактор. Лауреат национальной литературной премии «Поэт года» (Стихи.ру, 2013) и Пушкинской премии (Российский союз писателей, 2018).

## Биография
Сын доктора физико-математических наук Ильи Григорьевича Ивантера (род. 1930) и педагога Инны Яковлевны Кленицкой (1929—2020), автора пособий по русской литературе для учителей и школьников. Дед — доктор медицинских наук Янкель Тевельевич Кленицкий, профессор и заведующий кафедрой акушерства и гинекологии Алма-Атинского медицинского института.
Учился в МГПИ им. В. И. Ленина.
Работал журналистом. Во второй половине 1980-х и первой половине 1990-х — директор издательства «Постскриптум», главный редактор журнала «Аэропарк», с 1995 по 2015 гг. возглавлял Проектно-конструкторское бюро амфибийной авиации "РИДА". Проекты А. Ивантера в области сельскохозяйственной авиации внедрены в Латинской Америке и Австралии. 
Широко печатал свои произведения на сайте «Стихи.ру»; публиковался в «Литературной газете», в журналах «Иерусалимский журнал», «Арион», «Знамя», «Дружба народов», «Сибирские огни» и др. 
Алексей Ивантер — один из составителей хрестоматии для старшеклассников «Шедевры русской поэзии. Вторая половина 20-го века» (М. 2011), выпущенной Фондом "Сибирские огни" и «Литературной газетой», в которую вошло несколько стихов Алексея.
Был в дружеских отношениях с Михаилом Анищенко; в подмосковной Истре снимал для него квартиру.

## Книги
- Ивантер А. Гул земной. — М.: Прометей МГПИ им. В. И. Ленина, 1989.
- Ивантер А. Войско певчее. — М.: Постскриптум, 1989.
- Ивантер А. Петушиная звезда. — М.: Прометей МГПИ им. В. И. Ленина, 1990.
- Ивантер А. Держава жаворонков. — М.: Поэзия.ру, 2004. — 224 с. — ISBN 5-7949-0206-X.
- Ивантер А. Дальнобойная флейта. — М.: Поэзия.ру, 2006. — 218 с.
- Ивантер А. Каменная правда. — М.: Сибирские огни, 2010. — 136 с. — (Поэтическая библиотека журнала «Сибирские огни»). — ISBN 978-5-342-03721-8.
- Ивантер А. Станция Плюсса. — М.: Сибирские огни, 2012. — 152 с. — (Поэтическая библиотека журнала «Сибирские огни»).
- Ивантер А. Самогитский полк. — М.: Издательство Российского союза писателей, 2015. — 218 с. — (Поэт года). — ISBN 978-5-906772-01-5.
- Ивантер А. Кейданова изба. — М.: Издательство Мастерская на Чистых.
- Ивантер А. На Дону как на Дону. —  М.: Арт Хаус медиа, 2020. — 241 с.; 300 экз. ISBN 978-5-6043434-6-3
- Ивантер А. Укреп: сборник стихов. —  М.: Арт Хаус медиа, 2020. — 96 с.; 200 экз.